# Elisabeth von Eicken
Elisabeth von Eicken (18. července 1862 Mülheim an der Ruhr – 21. července 1940 Postupim) byla německá malířka.

## Životopis
Narodila se jako třetí dcera Hermanna Wilhelma von Eicken (1816-1873) a Anny Elisabethy Borchersové (1836-1916) v Mülheim an der Ruhr. Od roku 1871 do roku 1878 navštěvovala obecní lyceum Luisenschule v jejím rodném městě. Po studiích v Meranu, Mentonu, Ženevě a Berlíně následovalo zásadní školení v Paříži u Edmonda Yona. V této době ji silně ovlivnila barbizonská škola a Alfred Sisley. Od roku 1894 byla na volné noze v kolonii umělců Ahrenshoop a v Berlíně-Grunewaldu; byla pravidelně zastoupena (od roku 1894) na Velké berlínské výstavě umění, ale i na mnoha mezinárodních uměleckých výstavách v zahraničí. Byla členkou Asociace berlínských umělců.
Od roku 1897 byla vdaná za Richarda Raimara Jefferyho Henryho Paepckeho (1843-1932). Pár měl dvě dcery a syna.

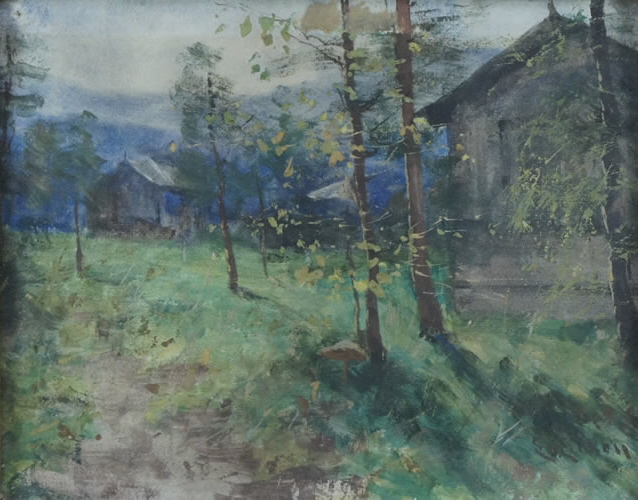
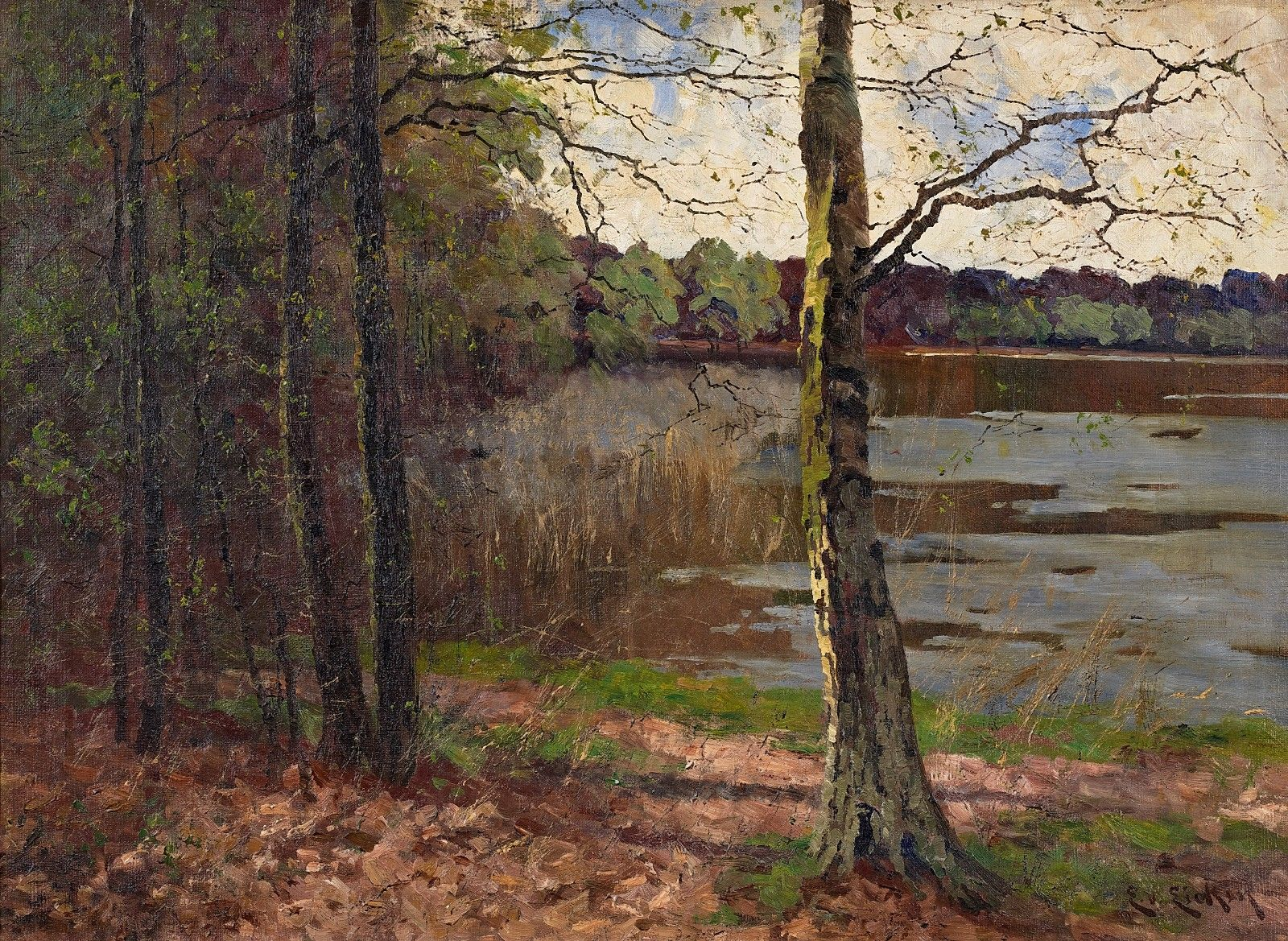
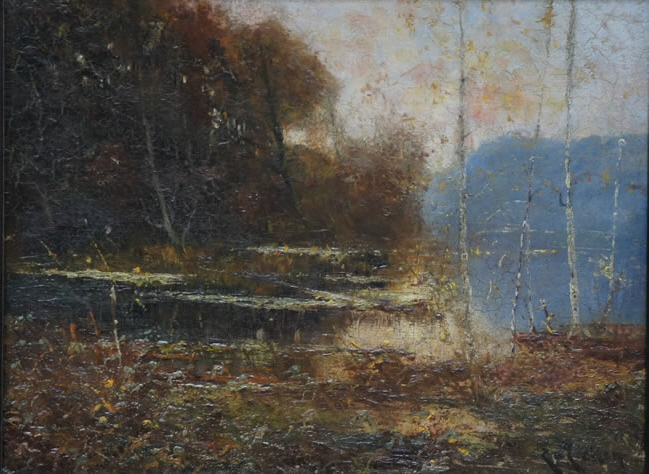